# Jean Jacoby

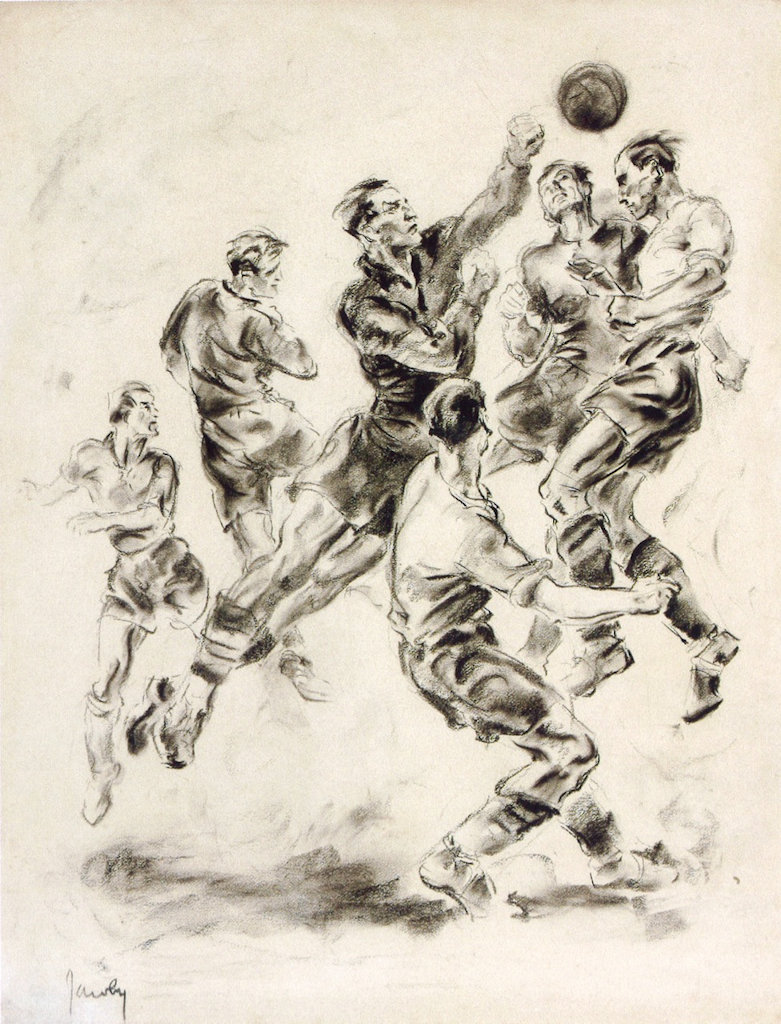
Football, litho (1935)

Jean Lucien Nicolas Jacoby (Luxemburg-Stad, 26 maart 1891 – Mulhouse, 9 september 1936) was een Luxemburgs kunstschilder, tekenaar en olympisch deelnemer. Met twee gouden medailles en twee eervolle vermeldingen was hij de succesvolste deelnemer aan de kunstwedstrijden op de Olympische Spelen.

## Leven en werk
Jean Jacoby was een zoon van Michel Jacoby en Margaretha Bauer. Vader Jacoby was spoorwegmedewerker bij de Luxemburgse spoorwegen. Een jaar na Jeans geboorte werd hij overgeplaatst en verhuisde het gezin naar Molsheim in  Elzas-Lotharingen, dat in die tijd tot het Duitse Keizerrijk behoorde. Jacoby, die door zijn Duitstalige vrienden Hans werd genoemd, bezocht het Lycée St. Jean in Straatsburg. Op aanraden van een van zijn leraren studeerde hij er aan de kunstacademie (1909-1912). Hij trouwde met de Duitse Rose Richter, waardoor hij de Duitse nationaliteit kreeg. Hij werkte vervolgens als tekenleraar aan de Lewin-Funcke school in Berlijn (1912-1918). Jacoby voelde zich niet op zijn plaats als docent n en besloot zich volledig aan de kunst te wijden. In 1915 nam hij voor het eerst deel aan een tentoonstelling, in Baden-Baden. Tegen het eind van de Eerste Wereldoorlog was hij een korte tijd kerkschilder in Wiesbaden. Hij vestigde na de oorlog in Straatsburg als artistiek adviseur bij de drukkerij Imprimerie Strasbourgeoise. In 1923 hertrouwde hij met Maria Kasteleiner. Vanaf 1926 werkte hij in Berlijn bij uitgeverij Ullstein Verlag als artistiek directeur voor de Berliner Zeitung. Hij maakte tekeningen voor de diverse uitgaven van Ullstein, waaronder de krant Berliner Morgenpost, het weekblad Berliner Illustrierte en modemagazine Die Dame'. Met de opkomst van het nationaalsocialisme en de anti-Joodse maatregelen moest de familie Ullstein het bedrijf opgeven. Jacoby keerde in 1934 met zijn vrouw terug naar de Elzas, waar zij woonden in Mulhouse.
Jacoby was een actief sporter, hij voetbalde onder meer bij AS Strasbourg. Hij legde in zijn tekeningen en schilderijen veelvuldig de dynamiek van de sport vast. Hij tekende daarnaast stadsgezichten en ontwierp affiches sportmedailles. In 1923 won hij een wedstrijd van het Franse sporttijdschrift L'Auto met een tekening van een hordeloper. Hij nam vier maal voor Luxemburg deel aan de kunstwedstrijden op de Olympische Spelen. Op de Olympische Zomerspelen in 1924 in Parijs won hij goud voor zijn studies Corner Ball, Rugby en Start. De eerste twee, beide olieverfschilderijen, zijn opgenomen in de collectie van het Olympisch Museum in Lausanne. De Luxemburgse beeldhouwer Frantz Heldenstein behaalde in dat jaar zilver. Op de Olympische Zomerspelen in 1928 in Amsterdam nam Jacoby deel met drie aquarellen en twee houtskooltekeningen. Hij won goud voor zijn houtskooltekening Rugby. Hij toonde vier olieverfschilderijen en een aantal tekeningen op de Olympische Zomerspelen in 1932 in Los Angeles. Hij ontving een eervolle vermelding voor zijn tekening Hockey sur glace. Hoewel hij gezien de veranderde (politieke) omstandigheden in Duitsland aarzelde, besloot hij -met zijn vrouw Maria- toch deel te nemen aan de Olympische Zomerspelen in 1936 in Berlijn. Naast hen namen ook Julien Lefèvre, Wenzel Profant en Jang Thill voor Luxemburg deel. De kunstwedstrijden vielen dat jaar onder de verantwoordelijkheid van het ministerie van propaganda, onder leiding van Joseph Goebbels. In een toespraak sprak Goebbels zijn waardering uit voor het getoonde werk op het gebied van architect en beeldhouwkunst. De schilderkunst vond hij te ver van het sportevenement afstaan. In de sectie schilderkunst en grafische tekenkunst besloot de jury geen gouden medaille en slechts zeven van de twaalf mogelijke prijzen toe te kennen. Jacoby kreeg een eervolle vermelding voor Le skieur. Hij was teleurgesteld over de 'troostprijs' en schreef later “I must also say myself that I had the impression after I had no longer seen the drawings for months, that I am still leading in sports drawings in Europe and will remain so for a long time."
Jean Jacoby overleed een aantal weken later, op 45-jarige leeftijd. 

## Eerbetoon en nalatenschap
In Schifflange werd in 1937 een monument voor Jacoby opgericht, gemaakt door Wenzel Profant, en kreeg het stadion zijn naam. De Cercle Athletique Schifflange stelde de Prix Jean Jacoby in. In Bonnevoie werd een straat naar hem vernoemd. In 1952 kende het Italiaans olympisch comité Jacoby postuum de Soronos-medaille toe. 
Postzegels
In 1952 gaf de Luxmburgse Post een serie van zes postzegels uit, ter gelegenheid van de Olympische Spelen. Voor vijf daarvan werd een tekening van Jean Jacoby gebruikt, voor de zesde een tekening van zijn zoon René. Jacoby's tekening van Running a Race, geïnspireerd op Homerus' Odyssee, werd  gebruikt voor een postzegel gewijd aan de Olympische Zomerspelen 1984 in Los Angeles. Ter gelegenheid van zijn 125e geboortedag werd Jacoby in 2016 zelf geportretteerd op een postzegel.

## Enkele werken

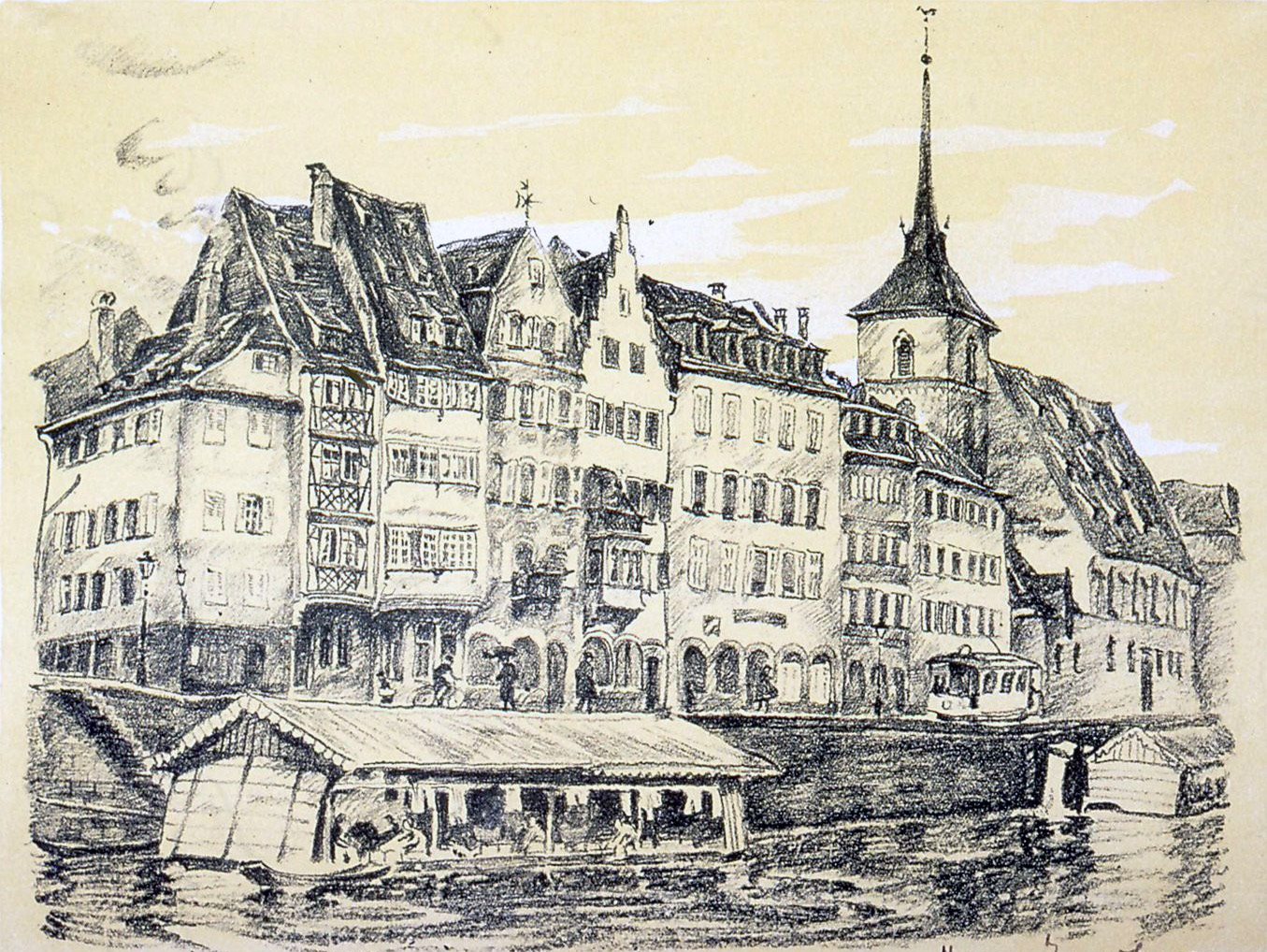
Quai Saint-Nicolas, à Strasbourg (1917)
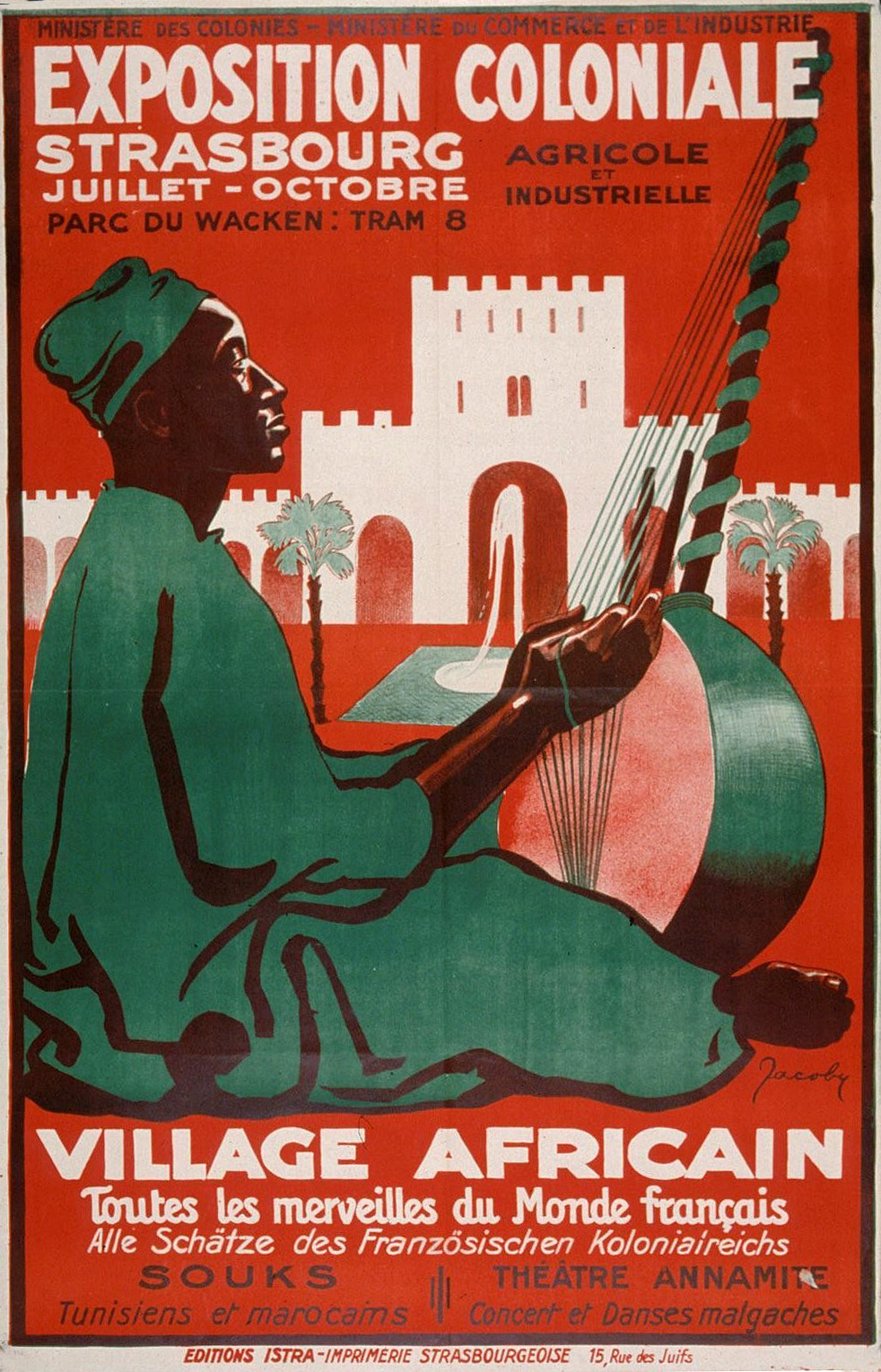
Affiche Exposition coloniale (1924)
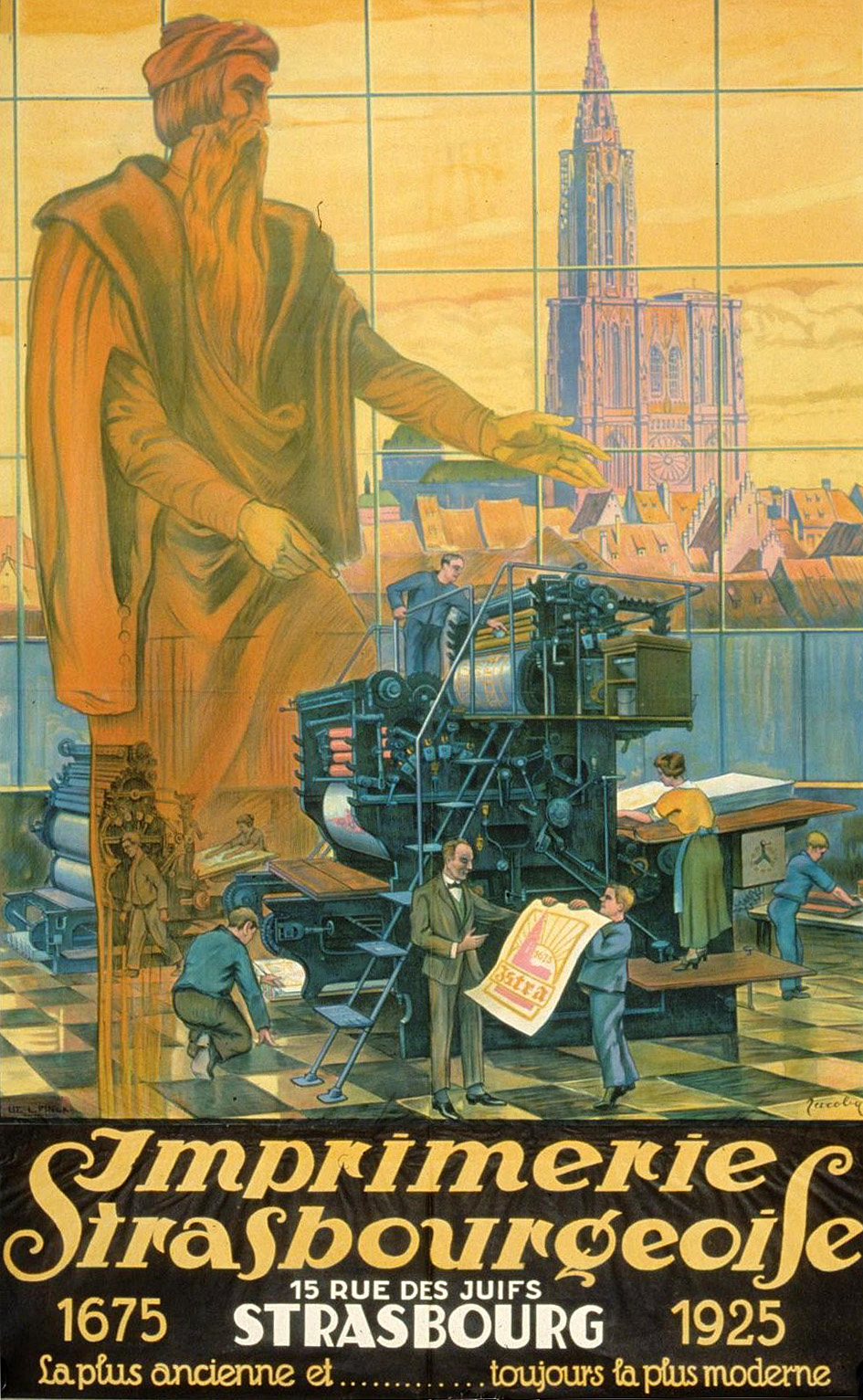
Affiche Imprerie Strasbourgeoise (1925)
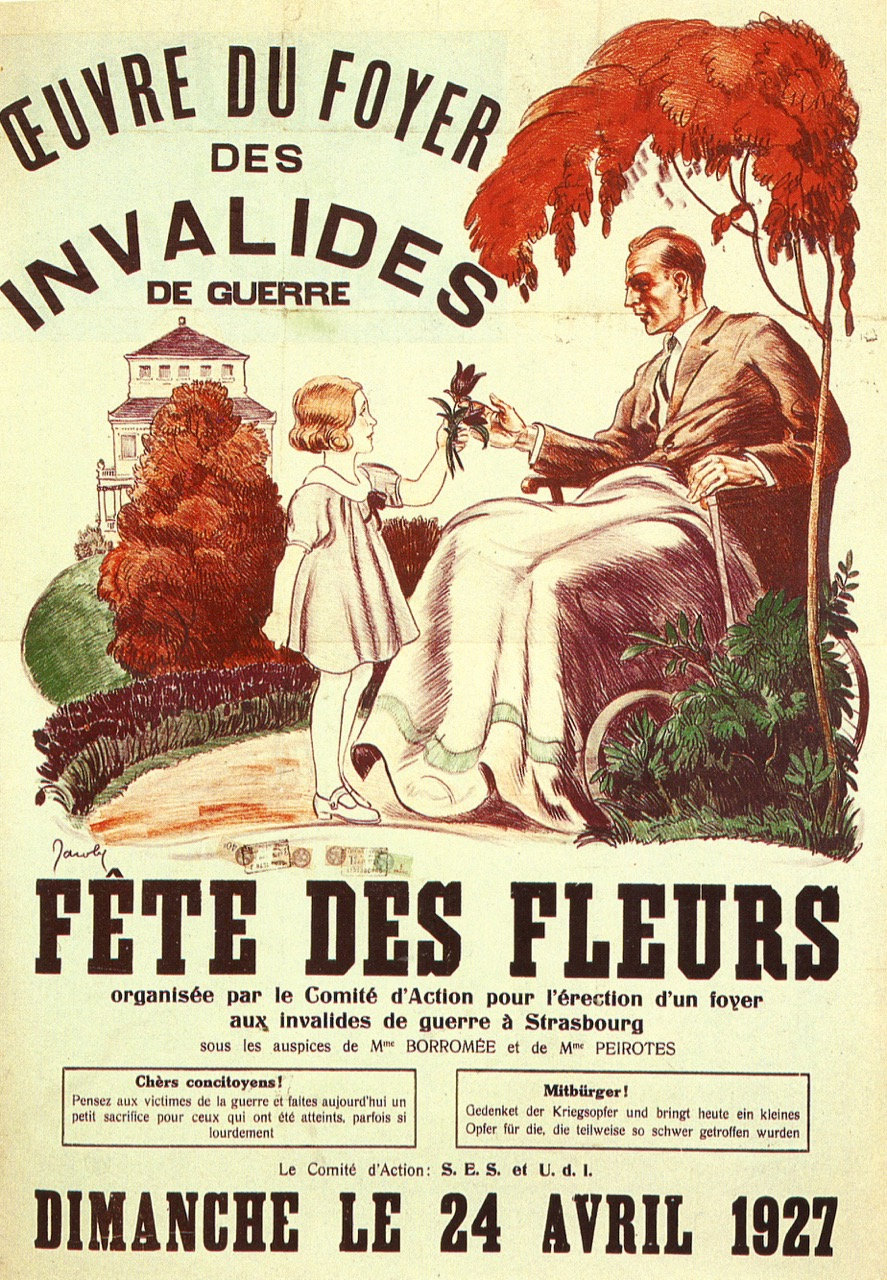
Affiche Fête des fleurs (1927)
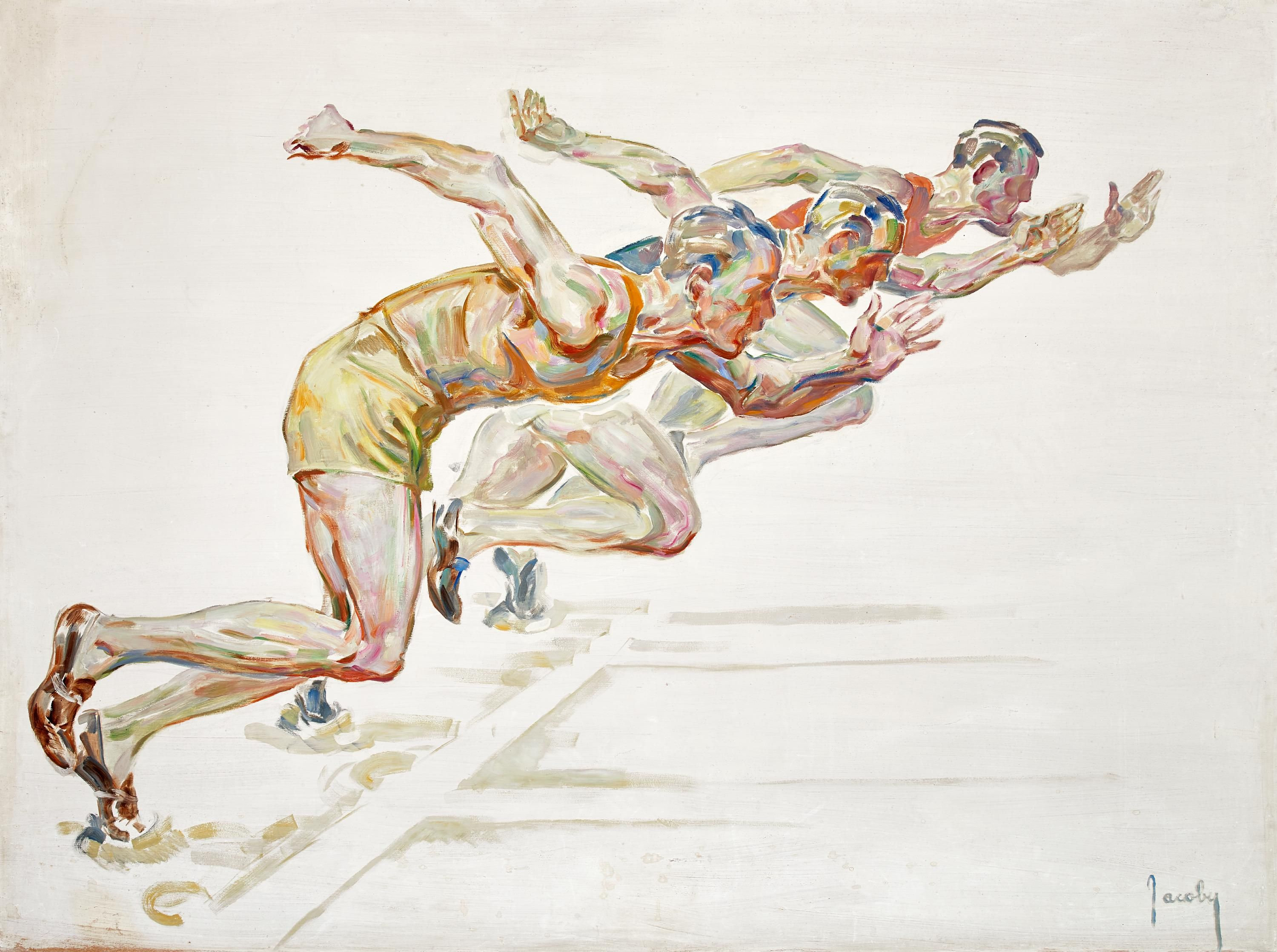
Hordelopen - start
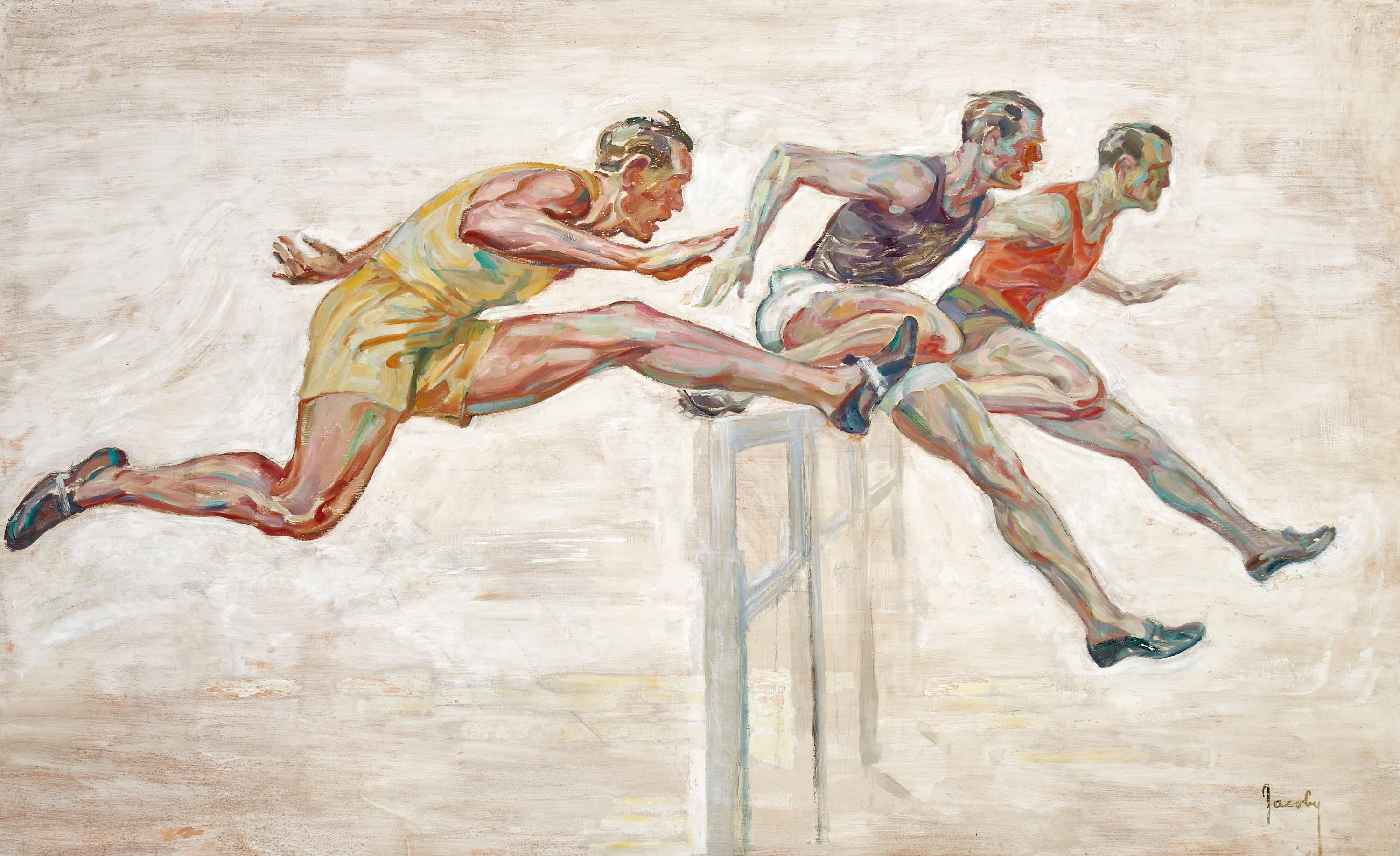
Hordelopen - de race
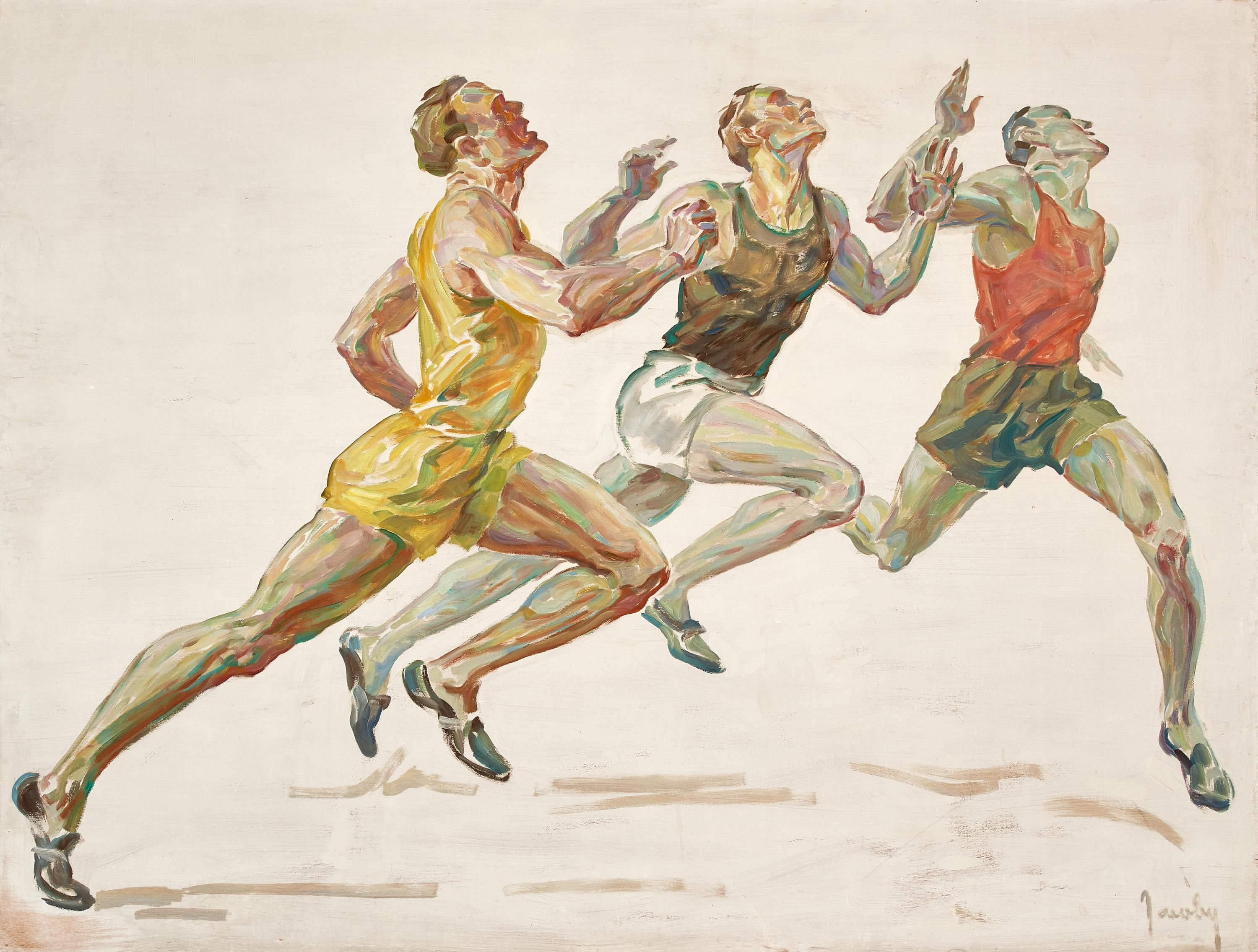
Hordelopen - finish
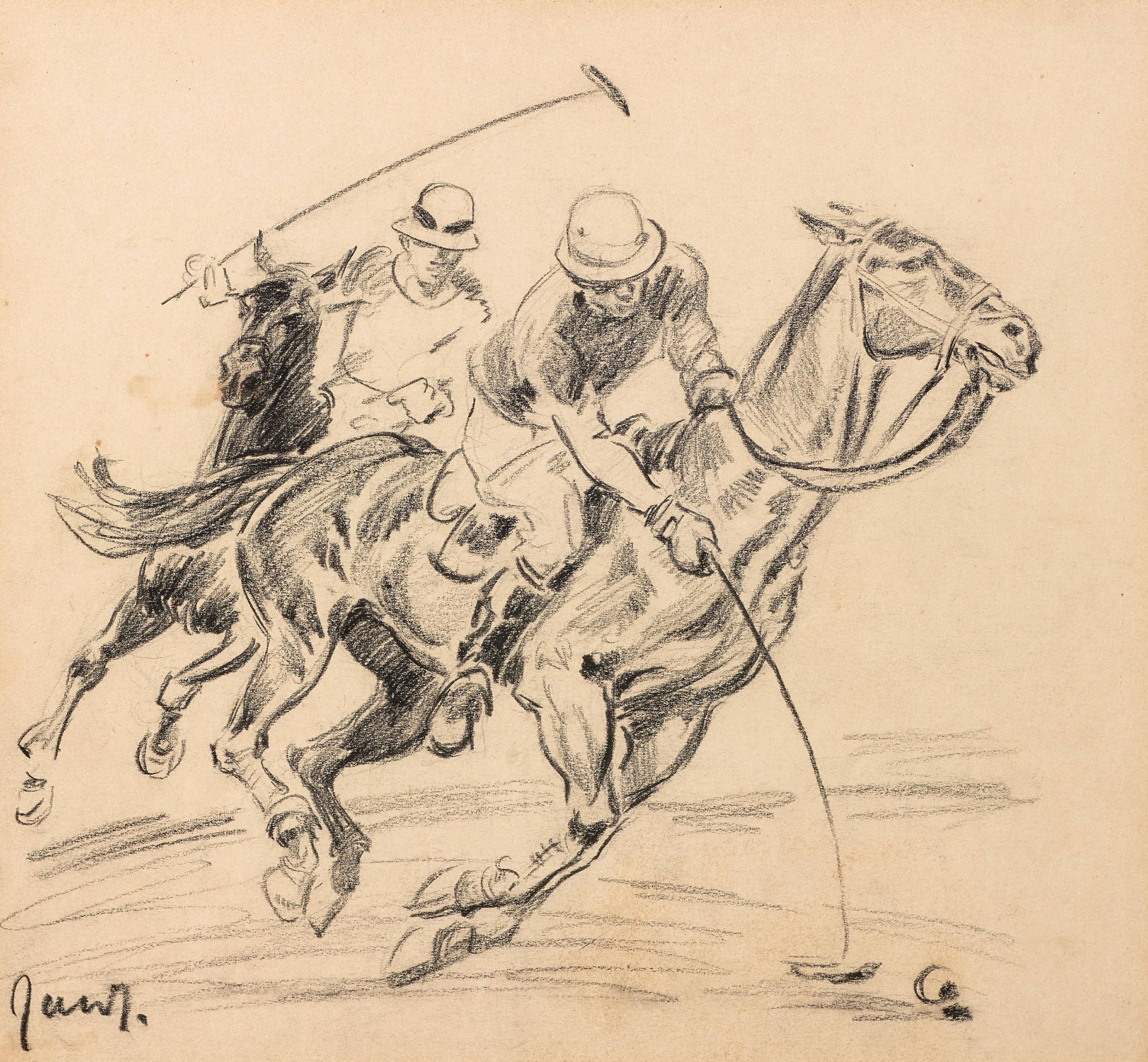
Polospelers
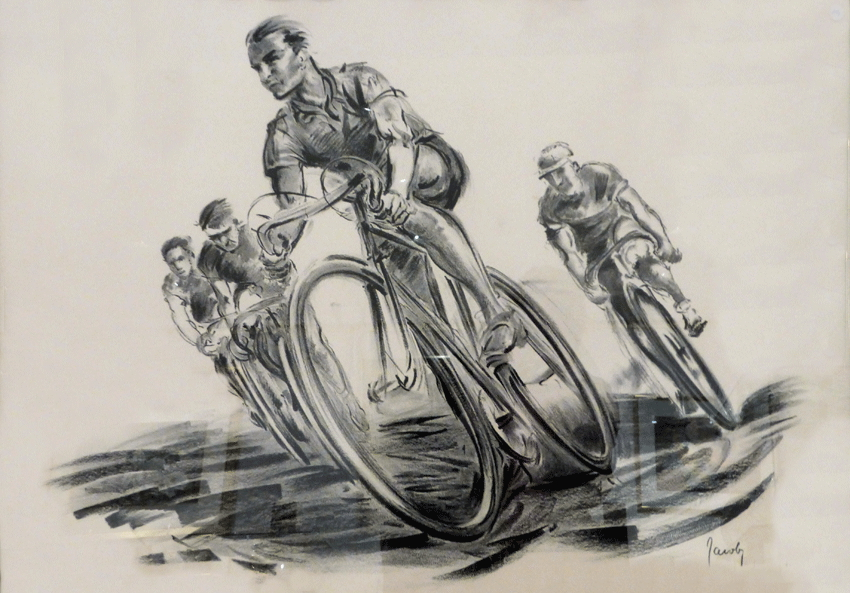
Wielrenners
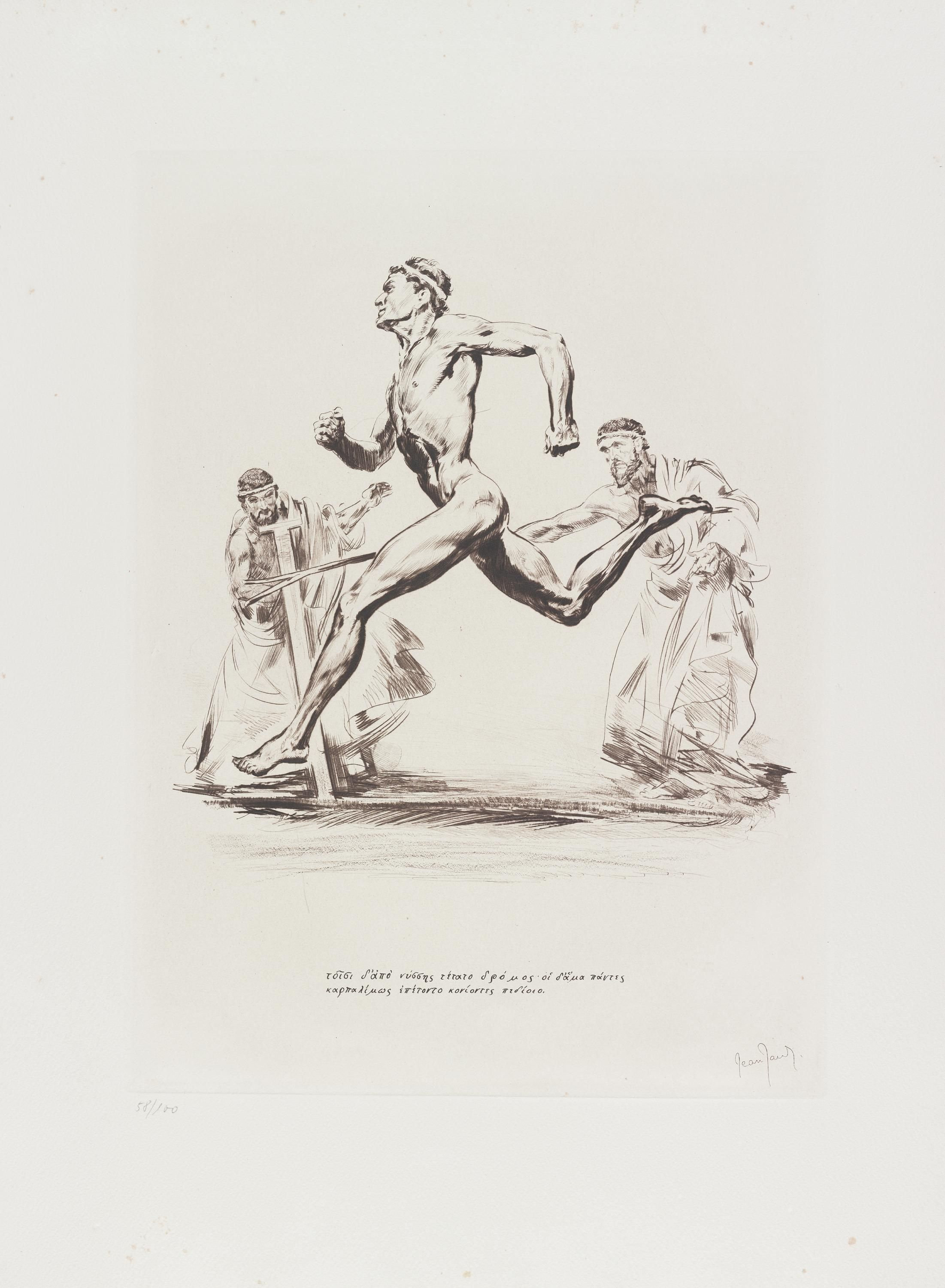
Running a Race, Book VIII of Homer's Odyssey

- Gemeinsame Normdatei: 1089107110
- International Standard Name Identifier: 0000 0003 5936 4928
- Musée national d'archéologie, d'histoire et d'art: lkl000142
- Nationale Bibliotheek van Polen: a0000002850824
- Système universitaire de documentation: 15310242X
- Virtual International Authority File: 309874414
- WorldCat: E39PBJymttGFGqBvppvJrXd4v3